# Fluoreto de ferro(III)
Fluoreto de ferro (III) é o composto de fórmula química FeF3.
É obtido, industrialmente, através do ácido fluorídrico.